# James Crombie
James Crombie (* um 1880; † im 20. Jahrhundert) war ein schottischer Badmintonspieler.

## Karriere
James Crombie wurde 1909 erstmals nationaler schottischer Meister. Neun weitere Titelgewinne folgten bis 1923. 1913 gewann er die Scottish Open, 1922 siegte er bei den All England Seniors. 1909 wurde er Fünfter im Einzel bei den All England, 1911 wurde Dritter. 1913 stand er dort im Finale des Herrendoppels, unterlag dort jedoch gegen Frank Chesterton und George Alan Thomas.

## Sportliche Erfolge
| Saison | Veranstaltung                     | Disziplin    | Platz | Name                              |
| ------ | --------------------------------- | ------------ | ----- | --------------------------------- |
| 1909   | Schottland: Einzelmeisterschaften | Mixed        | 1     | J. Crombie / V. I. Todd           |
| 1910   | Schottland: Einzelmeisterschaften | Herrendoppel | 1     | J. Crombie / H. J. H. Inglis      |
| 1911   | Schottland: Einzelmeisterschaften | Herrendoppel | 1     | J. Crombie / H. J. H. Inglis      |
| 1911   | Schottland: Einzelmeisterschaften | Mixed        | 1     | J. Crombie / V. I. Todd           |
| 1912   | Schottland: Einzelmeisterschaften | Herrendoppel | 1     | J. Crombie / H. J. H. Inglis      |
| 1913   | Schottland: Einzelmeisterschaften | Mixed        | 1     | J. Crombie / M. Findlay           |
| 1913   | Schottland: Einzelmeisterschaften | Herrendoppel | 1     | J. Crombie / H. J. H. Inglis      |
| 1913   | Scottish Open                     | Herrendoppel | 1     | J. Crombie / H. J. H. Inglis      |
| 1913   | All England                       | Herrendoppel | 2     | J. Crombie / H. J. H. Inglis      |
| 1914   | Schottland: Einzelmeisterschaften | Herrendoppel | 1     | J. Crombie / H. J. H. Inglis      |
| 1921   | Schottland: Einzelmeisterschaften | Mixed        | 1     | J. Crombie / E. C. F. MacDonald   |
| 1922   | All England Seniors               | Herrendoppel | 1     | James Crombie / H. G. Westmorland |
| 1923   | Schottland: Einzelmeisterschaften | Mixed        | 1     | J. Crombie / E. C. F. MacDonald   |